# Hófehérarcú álszajkó
A hófehérarcú álszajkó (Ianthocincla sukatschewi) a madarak osztályának verébalakúak (Passeriformes) rendjébe és a Leiothrichidae családjába tartozó faj.

## Rendszerezése
A fajt Michael Berezowski és Valentin Lvovich Bianchi írták le 1891-ben, a Trochalopteron nembe Trochalopteron sukatschewi néven. Egyes szervezetek a Garrulax nembe sorolják Garrulax sukatschewi néven.

## Előfordulása
Délkelet-Ázsiában, Kína délnyugati részén honos. Természetes élőhelyei a mérsékelt övi erdők és cserjések, folyók és patakok környékén. Állandó, nem vonuló faj.

## Megjelenése
Testhossza 27–31 centiméter.

## Életmódja
Rovarokkal, magvakkal és bogyókkal táplálkozik.

## Természetvédelmi helyzete
Az elterjedési területe kicsi, egyedszáma pedig 2500-9999 példány közötti és csökken. A Természetvédelmi Világszövetség Vörös listáján sebezhető fajként szerepel.